# Ficus piresiana
Ficus piresiana là một loài thực vật có hoa trong họ Moraceae. Loài này được Vázq.Avila & C.C.Berg mô tả khoa học đầu tiên năm 1984.